# فانگ بو

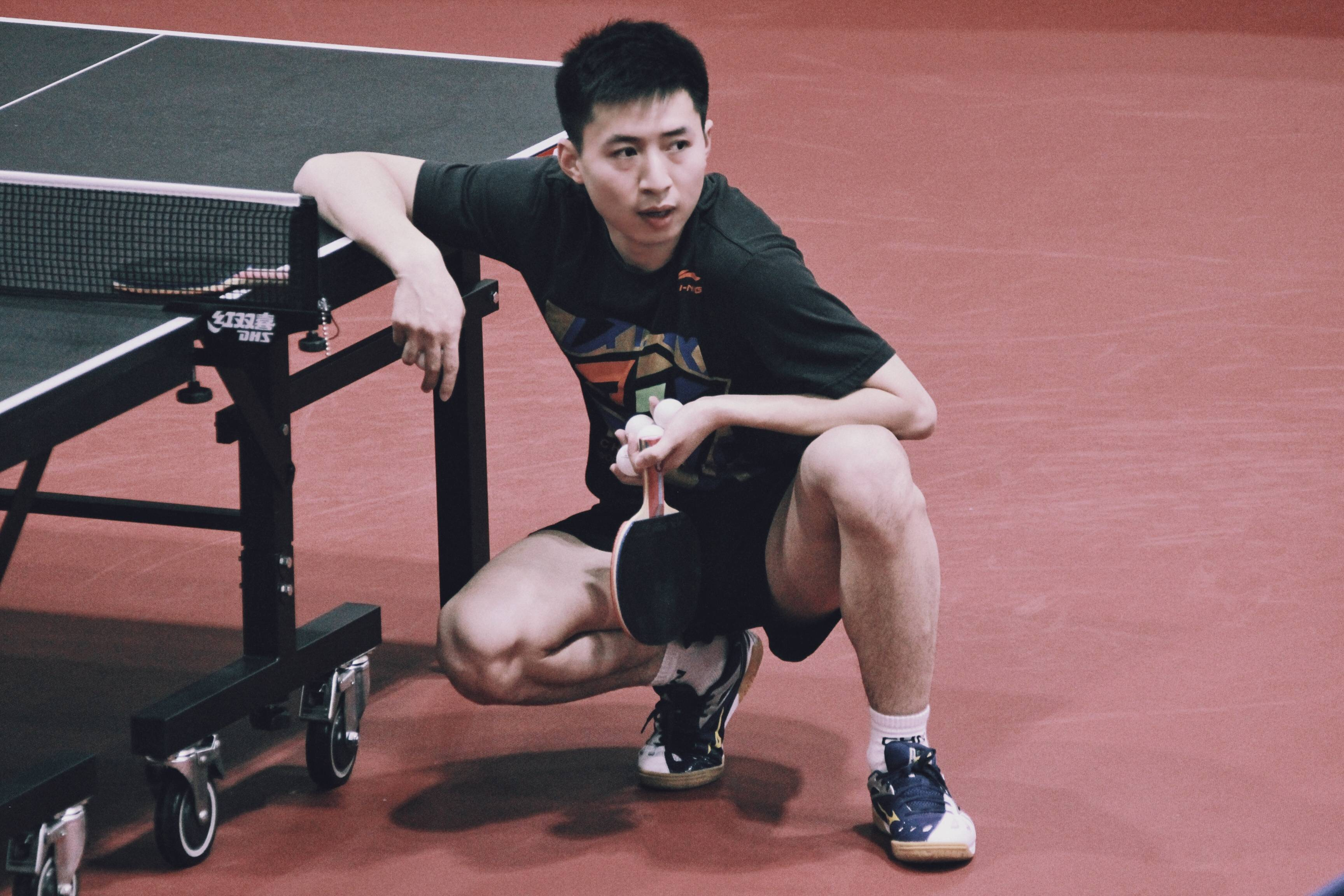
فانگ بو - ۲۰۱۷

فانگ بو (انگلیسی: Fang Bo؛ زادهٔ ۹ ژانویهٔ ۱۹۹۲) یک تنیس‌باز اهل جمهوری خلق چین است.
از افتخارات وی می‌توان به کسب مدال تیمی در مسابقات تیمی جهانی تنیس روی میز ۲۰۱۶ اشاره کرد.